# Laura Biagiotti
Laura Biagiotti (Roma, 4 agosto 1943 – Roma, 26 maggio 2017) è stata una stilista italiana.

## Biografia
Firmò, ancora giovanissima, la sua collezione di prêt-à-porter per Schuberth nel 1966. Collaborò successivamente con altri famosi creatori di moda come Roberto Capucci e Rocco Barocco. Nel 1972, dopo aver fondato l'omonima casa di moda, presentò, a Firenze, la sua prima collezione personale e si impose all'attenzione della stampa e dei compratori di moda per il suo stile straordinariamente femminile. La sua fama rimase legata soprattutto al suo "abito bambola" dalla linea ampia e  alle sue creazioni, quasi danzanti attorno al corpo.
Dal 1980 viveva al Castello di Marco Simone di Guidonia vicino a Roma, un monumento nazionale dell'XI secolo da lei fatto restaurare insieme al marito Gianni Cigna, deceduto nell'agosto del 1996; dal matrimonio nacque nel 1978 la figlia Lavinia, sua erede nel campo della moda. Importante la sua collezione di arte  futurista in particolar modo di opere dell'artista Giacomo Balla e che ha portato alla creazione della "Fondazione Biagiotti Cigna". Morì all'ospedale Sant'Andrea di Roma il 26 maggio 2017 per le conseguenze di un arresto cardiaco che l'aveva colpita due giorni prima.

## Riconoscimenti
- Nel 1992, a New York, riceve il premio "Donna dell'anno".
- Nel 1993 le viene assegnato, a Pechino, il trofeo "Marco Polo".
- Nel 2002, per i suoi 30 anni di carriera, le Poste italiane emettono un francobollo dedicato alla stilista del valore di 0,41 euro.
- Nell'aprile del 2004 viene eletta consigliere della Camera nazionale della moda italiana.
- Nel 2007, a Venezia, le viene assegnato uno speciale Leone d'oro per la moda, in occasione del Festival del cinema.
- Nel 2011 le è stato attribuito alla Camera dei Deputati il Premio America della Fondazione Italia USA.

## Sfilate storiche
- 25 aprile 1988: a Pechino 30 modelle cinesi indossano le più significative creazioni di Laura Biagiotti (prima stilista italiana ad aver sfilato in Cina).
- 5 febbraio 1995: Laura Biagiotti è la prima stilista italiana a sfilare a Mosca, al Cremlino, nella vecchia sede del PCUS.
- 1997: invitata da Suzanne Mubarak, moglie del Presidente egiziano, la stilista italiana sfila al Cairo, a favore di un'iniziativa della Croce rossa locale.